# Lý Minh Thanh
Lý Minh Thanh (tiếng Trung giản thể: 李明清, bính âm Hán ngữ: Lǐ Míngqīng, sinh tháng 6 năm 1965, người Hán) là chính trị gia nước Cộng hòa Nhân dân Trung Hoa. Ông là Ủy viên dự khuyết Ủy ban Trung ương Đảng Cộng sản Trung Quốc khóa XX, hiện là Phó Bí thư chuyên chức Thành ủy, Bí thư Ủy ban Chính Pháp Trùng Khánh. Ông từng là Phó Bí thư Đảng tổ, Phó Thị trưởng thường vụ Trùng Khánh, Tổng thư ký Thành ủy Trùng Khánh.
Lý Minh Thanh là đảng viên Đảng Cộng sản Trung Quốc, học vị Cử nhân Hán ngữ và Văn học, Nghiên cứu sinh kinh tế học. Ông có 40 năm sự nghiệp đều công tác ở quê nhà Trùng Khánh.

## Xuất thân và giáo dục
Lý Minh Thanh sinh vào tháng 6 năm 1965 tại chuyên khu Giang Tân, nay là quận thuộc trực hạt thị Trùng Khánh, Cộng hòa Nhân dân Trung Hoa. Ông lớn lên và tốt nghiệp cao trung ở Giang Tân, từ tháng 9 năm 1980 thì bắt đầu nhập học ở Trường Sư phạm Giang Tân cho đến tháng 7 năm 1983, rồi sau đó 2 năm thì học chương trình đại học ở Đại học Quảng bá Điện thị Tứ Xuyên, nay là Đại học Mở Tứ Xuyên, tốt nghiệp cử nhân chuyên ngành ngôn ngữ Hán và văn học Trung Quốc vào tháng 7 năm 1988. Từ tháng 9 năm 1991 đến tháng 7 năm 1994, ông theo học chương trình từ xa về quản lý giáo dục ở Đại học Sư phạm Tây Nam, rồi tiếp tục học chương trình từ xa tương tự về ngành pháp luật từ tháng 9 năm 1996 đến tháng 7 năm 1999 ở Đại học Chính Pháp Tây Nam. Lý Minh Thanh được kết nạp Đảng Cộng sản Trung Quốc vào tháng 8 năm 1992, ông từng tham gia khóa chương trình nghiên cứu sinh về quản lý kinh tế thành thị từ tháng 9 năm 1998 đến tháng 7 năm 2001, khóa bồi dưỡng, huấn luyện cán bộ trung, thanh niên từ tháng 3 năm 2001 đến tháng 1 năm 2002 đều tại Trường Đảng Thành ủy Trùng Khánh; khóa bồi dưỡng cán bộ trung, thanh niên kỳ 43 từ tháng 9 năm 2017 đến tháng 1 năm 2018 tại Trường Đảng Trung ương Đảng Cộng sản Trung Quốc.

## Sự nghiệp

### Các thời kỳ
Tháng 7 năm 1983, sau khi tốt nghiệp Sư phạm Giang Tây, Lý Minh Thành được phân về làm giáo viên Trường Tiểu học Tứ Bài Phường thuộc Giang Tân, vừa dạy vừa đi học ở Quảng bá Điện thị Tứ Xuyên 7 năm cho đến tháng 1 năm 1990 thì được điều chuyển làm cán bộ Ủy ban Giáo dục huyện Giang Tân. Ngạch công vụ viên của ông dần là phó khoa trưởng rồi khoa trưởng, đến tháng 8 năm 1992, khi Giang Tân được nâng cấp thành thành phố cấp huyện thì công chuyển sang Thị ủy Giang Tân và công tác ở khoa tổng hợp của Văn phòng Thị ủy. Ở giai đoạn này, ông từng được điều về trấn Kỷ Giang làm Phó Bí thư Trấn ủy từ tháng 5 năm 1995, đến tháng 8 năm 1996 thì điều trở lại nhậm chức Phó Chủ nhiệm Văn phòng Thị ủy Giang Tân. Năm 1997, khi Trùng Khánh được tách ra khỏi Tứ Xuyên và thành lập trực hạt thị, Giang Tân là một phần của Trùng Khánh, ông tham gia công tác quy hoạch của Ủy ban Tái cơ cấu Trùng Khánh từ tháng 11 năm 1997 đến tháng 10 năm 1998 thì được phân công làm Chủ nhiệm Văn phòng Ủy ban Tái cơ cấu Trùng Khánh. Tháng 11 năm 2000, Lý Minh Thanh được bổ nhiệm làm Trưởng phòng Thư ký nhân sự của Văn phòng nghiên cứu thuộc Chính phủ Nhân dân thành phố Trùng Khánh.
Tháng 2 năm 2003, Lý Minh Thanh được điều về quận Vạn Thịnh, chỉ định vào Ủy ban Thường vụ Quận ủy, phân công là Bộ trưởng Tổ chức Quận ủy Vạn Thịnh. Đến tháng 11 năm sau, ông là Phó Bí thư chuyên chức Quận ủy, được điều phái công tác ở Bộ Tổ chức Thành ủy Trùng Khánh từ tháng 8 năm 2006 và là Phó Bộ trưởng Bộ Tổ chức Thành ủy Trùng Khánh từ tháng 8 năm 2009. Giai đoạn này, ông kiêm nhiệm là Xã trưởng Tạp chí Đảng viên đương đại Thành ủy Trùng Khánh, Bí thư Ủy ban Công tác Đảng Khu Khai phát kỹ thuật kinh tế Vạn Thịnh, Phó Bí thư Quận ủy Kỳ Giang. Tháng 8 năm 2014, ông được điều về quận Nam Xuyên, nhậm chức Bí thư Quận ủy và công tác ở đây 4 năm.

### Cấp cao
Vào tháng 1 năm 2018, Lý Minh Thanh được bổ nhiệm làm Phó Thị trưởng Trùng Khánh, Thành viên Đảng tổ Chính phủ Trùng Khánh. Đến tháng 7 năm 2021, ông được bầu vào Ủy ban Thường vụ Thành ủy, được phân công là Tổng thư ký, Chủ nhiệm Sảnh Văn phòng Thành ủy Trùng Khánh, Bí thư Ủy ban Công tác cơ quan trực thuộc Thành ủy, từng kiêm nhiệm Phó Bí thư Đảng tổ, Phó Thị trưởng thường vụ thời gian ngắn giai đoạn tháng 2–6 năm 2022. Ngày 31 tháng 5 năm 2022, ông được bầu làm Phó Bí thư chuyên chức Thành ủy, đến ngày 11 tháng 6 thì kiêm nhiệm Bí thư Ủy ban Chính Pháp Thành ủy Trùng Khánh. Cuối năm này, ông là đại biểu của đoàn Trùng Khánh dự Đại hội Đảng Cộng sản Trung Quốc lần thứ XX. Trong quá trình bầu cử tại đại hội, ông được bầu là Ủy viên dự khuyết Ủy ban Trung ương Đảng Cộng sản Trung Quốc khóa XX.